# Edgar Ramírez Santiesteban
Edgar Ramírez Santiesteban (Potosí, Bolivia; 1947) fue un sindicalista boliviano. Fue Secretario General de la Federación Sindical de Trabajadores Mineros de Bolivia y Secretario Ejecutivo de la Central Obrera Boliviana desde 1996 hasta 1998.

## Reseña biográfica
También conocido como Edgar “Huracán” Ramírez. En 1969 trabajo como minero, en la Empresa Unificada del Cerro de Potosí. Por su actividad sindical estuvo detenido y exiliado en Inglaterra, Chile y Holanda. Bajo el gobierno militar de Luis García Meza, estuvo clandestino los años 1980 a 1982.

## Cargos ejercidos
- Secretario General del Sindicato de la Empresa Unificada del Cerro de Potosí (1976-1978).
- Secretario General de la Federación Sindical de Trabajadores Mineros de Bolivia (1988-1994).
- Secretario Ejecutivo de la Central Obrera Boliviana (1998).
- Miembro de la Comisión Codificadora del Código de Minería (1986-1987).
- Coordinador del Proyecto de Rehabilitación de la Corporación Minera de Bolivia (1991).
- Docente de la Universidad Nacional siglo XX, Llallagua (1995).
- Presidente del Directorio del Sistema de Documentación e Información Sindical de la FSTMB (SIDIS) (1979-1994).

## Libros
- Ensayo: Estrategia de Dominación Imperialista (1997).
- Neoliberalismo y Movimiento Sindical en Bolivia (1999).
- Archivos Mineros de Bolivia. El rescate de la memoria social, coautor con Luis Oporto (2007).

## Premios y reconocimientos
- Orden Parlamentaria al Mérito Democrático "Marcelo Quiroga Santa Cruz" en reconocimiento a la reconquista y consolidación de la democracia nacional.[2]